# Volo Iran Aseman Airlines 6895
Il volo Iran Aseman Airlines 6895 era un volo charter da Biškek, Kirghizistan, a Teheran, Iran, operato da Itek Air per conto di Iran Aseman Airlines. Il 24 agosto 2008 (alle 20:44 ora locale), il Boeing 737-200 operante sula rotta precipitò vicino all'aeroporto Internazionale di Manas, in Kirghizistan, poco dopo il decollo verso l'aeroporto Internazionale di Teheran-Imam Khomeini di Teheran, Iran, mentre tornava all'aeroporto di partenza dopo aver riscontrato difficoltà tecniche.

## L'aereo
Il velivolo coinvolto era un Boeing 737-200, marche EX-009, numero di serie 22088, numero di linea 676. Volò per la prima volta il 16 giugno 1980 e venne consegnato il 1º luglio dello stesso anno ad Air New Zealand, registrato ZK-NAS. Nel 1995 lo acquisì Copa Airlines e successivamente Phoenix Aviation. Nell'aprile 2006 passò a Itek Air e venne registrato EX-009. Nel maggio 2008, il 737 superò un controllo tecnico completo. Al momento dell'incidente, l'aereo aveva poco più di 28 anni e aveva accumulato 60 014 ore di volo in 56 196 cicli di pressurizzazione.
Itek Air, insieme a tutti i vettori aerei certificati dalle autorità responsabili della supervisione regolamentare del Kirghizistan, era incluso in un elenco di compagnie aeree bandite dall'Unione europea per motivi di sicurezza e non era quindi autorizzato a sorvolare il territorio dell'UE.

## L'equipaggio
In cabina di pilotaggio vi erano:
- il comandante Yury Goncharov, 18 250 ore di esperienza di volo, di cui 2 337 su Boeing 737-200;
- il primo ufficiale Timofey Vodolagin, 4 531 ore di esperienza di volo, delle quali 881 su Boeing 737-200.

Il comandante e il primo ufficiale vennero condannati a 5 anni e 2 mesi e 5 anni rispettivamente. Furono entrambi rilasciati nell'agosto 2011.

## L'incidente

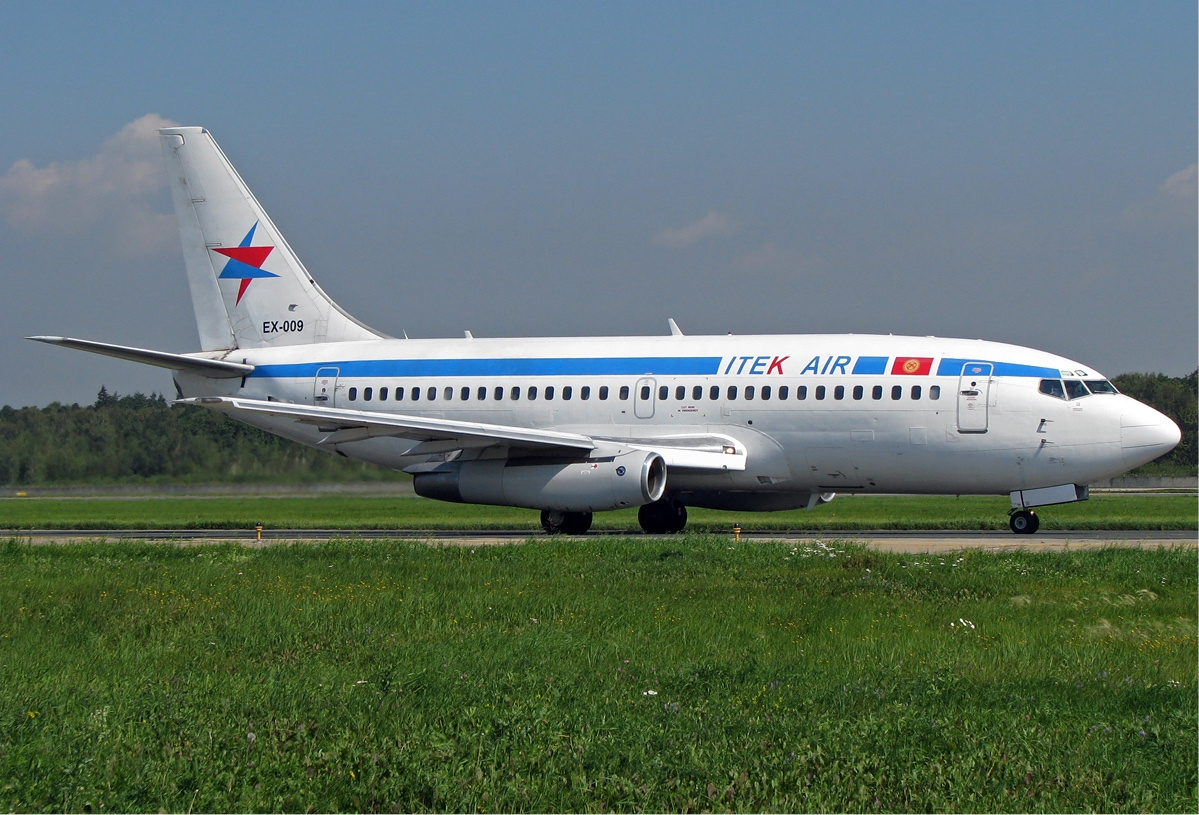
L'aereo coinvolto, fotografato quattro giorni prima dell'incidente.

Sette minuti dopo il decollo, l'equipaggio richiese di tornare all'aeroporto di Manas a causa di difficoltà tecniche, dopo aver ricevuto l'avviso che una delle porte non era correttamente chiusa e la cabina non si era pressurizzata come previsto.
L'ATC (l'ente del controllo del traffico aereo) chiese se volessero eseguire un avvicinamento visivo e i piloti confermarono.
Rendendosi conto che la velocità e l'altitudine erano troppo elevate per l'atterraggio, il comandante decise di eseguire una virata verso sinistra di 360 gradi quando erano a 3,2 miglia nautiche (5,9 km) di distanza dall'aeroporto, allo scopo di diminuire tali parametri.
Durante l'esecuzione di questa manovra, il pilota non riuscì a monitorare l'altitudine e la velocità verticale e scese inavvertitamente, non essendo in grado di vedere il terreno di notte. L'aereo toccò il suolo con l'ala sinistra e si schiantò.
In risposta alla richiesta di aiuto, l'aeronautica degli Stati Uniti inviò ambulanze e mezzi antincendio dalla sua base all'aeroporto.
A bordo c'erano 90 persone (85 passeggeri e 5 membri dell'equipaggio), delle quali 65 rimasero uccise nello schianto. Ciò rende questo incidente quello con più vittime mai avvenuto in Kirghizistan. Solo in 25 sopravvissero. Tra le vittime vi erano dieci membri di una squadra sportiva del liceo di Bishkek, la squadra nazionale di basket U18 del Kirghizistan.

## Le indagini
L'Interstate Aviation Committee (MAK) tentò di recuperare i dati di volo dai registratori vocali della cabina di pilotaggio, che erano stati gravemente danneggiati nell'incendio che aveva distrutto la maggior parte dell'aeromobile. Durante lo smontaggio dell'involucro, sia i meccanismi del registratore che i supporti a nastro vennero trovati danneggiati, ma gli investigatori effettuarono lo stesso un tentativo di lettura.
Secondo la relazione finale, la porta anteriore sinistra della cabina non era completamente chiusa, molto probabilmente a causa di un sigillo inceppato. Il MAK dichiarò che ciò non aveva contribuito all'incidente. Confermò inoltre che la mancanza di pressurizzazione non avrebbe richiesto un atterraggio di emergenza usando un avvicinamento visivo, e quindi i piloti avrebbero potuto effettuarne uno strumentale.
Durante l'avvicinamento visivo, il comandante si era reso conto che erano troppo veloci e troppo alti per atterrare, e quindi aveva deciso di fare una virata di 360 gradi per ridurre velocità e altitudine. La decisione di fare questa manovra era stata presa a 3,3 miglia nautiche (6,1 km) dal punto di riferimento dell'aeroporto. Nella virata, il comandante era sceso al di sotto dell'altitudine minima di manovra, non era riuscito a mantenere il contatto visivo con la pista, non era riuscito a monitorare correttamente l'altitudine e aveva ignorato gli avvisi automatici sulla prossimità del terreno (TAWS).
Quando urtò il terreno, il velivolo stava virando a sinistra di 10 gradi con il carrello di atterraggio abbassato, i flap estesi a 15° e procedeva a una velocità di 160 nodi (300 km/h).

### Conclusioni
Il MAK concluse che, nonostante disponessero di adeguate licenze, "l'analisi delle azioni effettuate dai piloti durante l'avvicinamento e le loro spiegazioni suggeriscono che non erano adeguatamente addestrati per gli avvicinamenti visivi".
Inoltre, l'aeromobile stava "reagendo come previsto agli input dettati dall'equipaggio" e che "la cellula, i sistemi e i motori dell'aeromobile e l'avionica erano [...] operativi fino all'impatto, tranne la cabina non in pressione e il registratore vocale".
La causa dell'incidente fu la discesa al di sotto dell'altitudine minima di manovra durante un avvicinamento visivo per un atterraggio di emergenza all'aeroporto di partenza, dovuta a una depressurizzazione causata da un guasto al sigillo della porta anteriore.
Secondo il rapporto, la combinazione dei seguenti fattori contribuì all'incidente:
- deviazioni dalle procedure operative standard del Boeing 737-200 e dai principi di condivisione delle attività di pilota ai comandi/pilota al monitoraggio degli strumenti;
- non aderenza alle regole di avvicinamento visivo, in quanto l'equipaggio non aveva mantenuto il contatto visivo con la pista e/o i riferimenti a terra e non aveva seguito le procedure prescritte dopo aver perso il contatto visivo;
- perdita del controllo dell'altitudine durante il mancato avvicinamento (che era stato eseguito perché il PIC, il pilota ai comandi, aveva erroneamente valutato la posizione dell'aeromobile rispetto alla traiettoria di volo richiesta quando aveva deciso di eseguire l'avvicinamento visivo diretto);
- non aderenza alle procedure prescritte dopo l'attivazione dell'avviso del TAWS.